# Campionato Dilettanti Piemonte-Valle d'Aosta 1957-1958
Il Campionato Nazionale Dilettanti 1957-1958 è stato il V livello del campionato italiano. A carattere regionale, fu il primo campionato dilettantistico con questo nome, e il sesto se si considera che alla Promozione fu cambiato il nome assegnandogli questo.
Il campionato era organizzato su base regionale dalle Leghe Regionali e le vincenti di ogni girone venivano ammesse alla successiva fase regionale che attribuiva il titolo di lega, mentre erano complessivamente trentadue squadre, distribuite fra le regioni secondo lo schema della vecchia Promozione, a contendersi lo Scudetto Dilettanti.
Questi sono i gironi organizzati dalla Lega Regionale Piemontese per le regioni Piemonte e Valle d'Aosta.
La Lega Regionale Piemontese non fece disputare le finali di categoria ma mandò direttamente alle finali nazionali le vincenti dei due gironi.

## Girone A

### Squadre partecipanti
| Squadra                     | Città (provincia)        | Stagione precedente |
| --------------------------- | ------------------------ | ------------------- |
| U.S. Aosta                  | Aosta                    |                     |
| A.S. Arona                  | Arona (NO)               |                     |
| A.S. Bellinzago             | Bellinzago Novarese (NO) |                     |
| A.C. Borgomanero            | Borgomanero (NO)         |                     |
| A.S. Borgosesia             | Borgosesia (VC)          |                     |
| A.S. Carpignano             | Carpignano Sesia (NO)    |                     |
| C.R.A.L. Az. Cartiere Burgo | Romagnano Sesia (NO)     |                     |
| A.S. Cossatese              | Cossato (VC)             |                     |
| A.C. Galliate               | Galliate (NO)            |                     |
| A.C. Gozzano                | Gozzano (NO)             |                     |
| U.S.I. Grignasco            | Grignasco (NO)           |                     |
| Omegna Sportiva             | Omegna (NO)              |                     |
| A.S. Sunese                 | Suno (NO)                |                     |
| U.S. Tronzanese             | Tronzano Vercellese (VC) |                     |
| U.S. Valenzana              | Valenza (AL)             |                     |
| A.S. Virtus Villadossola    | Villadossola (NO)        |                     |

### Classifica finale
|  | Pos. | Squadra             | Pt  | G   | V   | N   | P   | GF  | GS  | DR  |
|  | ---- | ------------------- | --- | --- | --- | --- | --- | --- | --- | --- |
|  | 1.   | Omegna              | 45  | 30  | 20  | 5   | 5   | 75  | 32  | +43 |
|  | 2.   | Cossatese           | 44  | 30  | 20  | 4   | 6   | 64  | 31  | +33 |
|  | 3.   | Borgomanero         | 42  | 30  | 19  | 4   | 7   | 55  | 39  | +16 |
|  | 4.   | Borgosesia          | 38  | 30  | 15  | 8   | 7   | 59  | 29  | +30 |
|  | 5.   | Aosta               | 37  | 30  | 15  | 7   | 8   | 59  | 36  | +23 |
|  | 6.   | Cartiere Burgo      | 36  | 30  | 13  | 10  | 7   | 49  | 41  | +8  |
|  | 7.   | Gozzano             | 30  | 30  | 9   | 12  | 9   | 44  | 39  | +5  |
|  | 8.   | Grignasco           | 29  | 30  | 11  | 7   | 12  | 38  | 48  | -10 |
|  | 9.   | Arona               | 27  | 30  | 9   | 9   | 12  | 39  | 37  | +2  |
|  | 9.   | Galliate            | 27  | 30  | 10  | 7   | 13  | 47  | 50  | -3  |
|  | 9.   | Bellinzago          | 27  | 30  | 9   | 9   | 12  | 42  | 51  | -9  |
|  | 9.   | Valenzana           | 27  | 30  | 8   | 11  | 11  | 42  | 68  | -26 |
|  | 13.  | Sunese              | 26  | 30  | 10  | 6   | 14  | 48  | 53  | -5  |
|  | 14.  | Carpignano          | 21  | 30  | 9   | 3   | 18  | 33  | 54  | -21 |
|  | 15.  | Virtus Villadossola | 12  | 30  | 4   | 4   | 22  | 32  | 76  | -44 |
|  | 16.  | Tronzanese          | 12  | 30  | 2   | 8   | 20  | 29  | 71  | -42 |
|  |      |                     | 480 | 480 | 183 | 114 | 183 | 755 | 755 | 0   |

Legenda:
      Ammesso alle finali nazionali.
  Retrocesso e in seguito riammesso.
      Retrocesso in Prima Divisione.
Regolamento:
Due punti a vittoria, uno a pareggio, zero a sconfitta.
Pari merito in caso di pari punti.

## Girone B

### Squadre partecipanti
| Squadra               | Città (provincia)          | Stagione precedente |
| --------------------- | -------------------------- | ------------------- |
| Acqui U.S.            | Acqui Terme (AL)           |                     |
| U.S. Albese           | Alba (CN)                  |                     |
| G.S.G. Calusiese      | Caluso (TO)                |                     |
| U.S. Canelli          | Canelli (AT)               |                     |
| A.C. Chieri           | Chieri (TO)                |                     |
| A.C. Cinzano          | Santa Vittoria d'Alba (CN) |                     |
| U.S. Lanzese          | Lanzo Torinese (TO)        |                     |
| U.S. R.I.V.           | Villar Perosa (TO)         |                     |
| A.C. Saluzzo          | Saluzzo (CN)               |                     |
| U.S. Saviglianese     | Savigliano (CN)            |                     |
| G.S. Settimese        | Settimo Torinese (TO)      |                     |
| ENAL S.N.I.A. Viscosa | Venaria Reale (TO)         |                     |
| U.S. Sobrero          | Gassino Torinese (TO)      |                     |
| U.S. Trinese          | Trino (VC)                 |                     |
| U.S. Val Pellice      | Torre Pellice (TO)         |                     |
| G.S. Virtus Bra       | Bra (CN)                   |                     |

### Classifica finale
|  | Pos. | Squadra         | Pt  | G   | V   | N   | P   | GF  | GS  | DR  |
|  | ---- | --------------- | --- | --- | --- | --- | --- | --- | --- | --- |
|  | 1.   | Trinese         | 46  | 30  | 20  | 6   | 4   | 70  | 34  | +36 |
|  | 2.   | Acqui           | 42  | 30  | 17  | 8   | 5   | 64  | 28  | +36 |
|  | 2.   | R.I.V.          | 42  | 30  | 16  | 10  | 4   | 63  | 32  | +31 |
|  | 4.   | Cinzano         | 41  | 30  | 17  | 7   | 6   | 63  | 34  | +29 |
|  | 5.   | Chieri          | 37  | 30  | 15  | 7   | 8   | 63  | 45  | +18 |
|  | 6.   | Lanzese         | 32  | 30  | 11  | 10  | 9   | 42  | 49  | -7  |
|  | 7.   | Albese          | 30  | 30  | 9   | 12  | 9   | 67  | 51  | +16 |
|  | 7.   | Val Pellice     | 30  | 30  | 12  | 6   | 12  | 53  | 43  | +10 |
|  | 9.   | Canelli         | 29  | 30  | 10  | 9   | 11  | 53  | 44  | +9  |
|  | 10.  | Saluzzo         | 28  | 30  | 10  | 8   | 12  | 51  | 54  | -3  |
|  | 11.  | SNIA Viscosa    | 25  | 30  | 9   | 7   | 14  | 48  | 57  | -9  |
|  | 11.  | Sobrero Gassino | 25  | 30  | 8   | 9   | 13  | 30  | 42  | -12 |
|  | 13.  | Settimese       | 24  | 30  | 5   | 14  | 11  | 40  | 55  | -15 |
|  | 14.  | Saviglianese    | 20  | 30  | 6   | 8   | 16  | 28  | 57  | -29 |
|  | 15.  | Calusiese       | 15  | 30  | 3   | 9   | 18  | 31  | 75  | -44 |
|  | 16.  | Virtus Bra      | 14  | 30  | 3   | 8   | 19  | 20  | 86  | -66 |
|  |      |                 | 480 | 480 | 171 | 138 | 171 | 786 | 786 | 0   |

Legenda:
      Ammesso alle finali nazionali.
      Retrocesso in Prima Divisione.
Regolamento:
Due punti a vittoria, uno a pareggio, zero a sconfitta.
Pari merito in caso di pari punti.

## Verdetti finali
- Omegna e Trinese sono qualificate alle finali del Campionato Nazionale Dilettanti. La Lega Regionale Piemontese non ha fatto disputare la finale regionale. Entrambe promosse nel Campionato Interregionale 1958-1959.
- Calusiese, Saviglianese, Tronzanese e Virtus Bra sono retrocesse in Prima Divisione 1958-1959.